# Buchdruckerei Krabben

Werbeanzeige von 1894

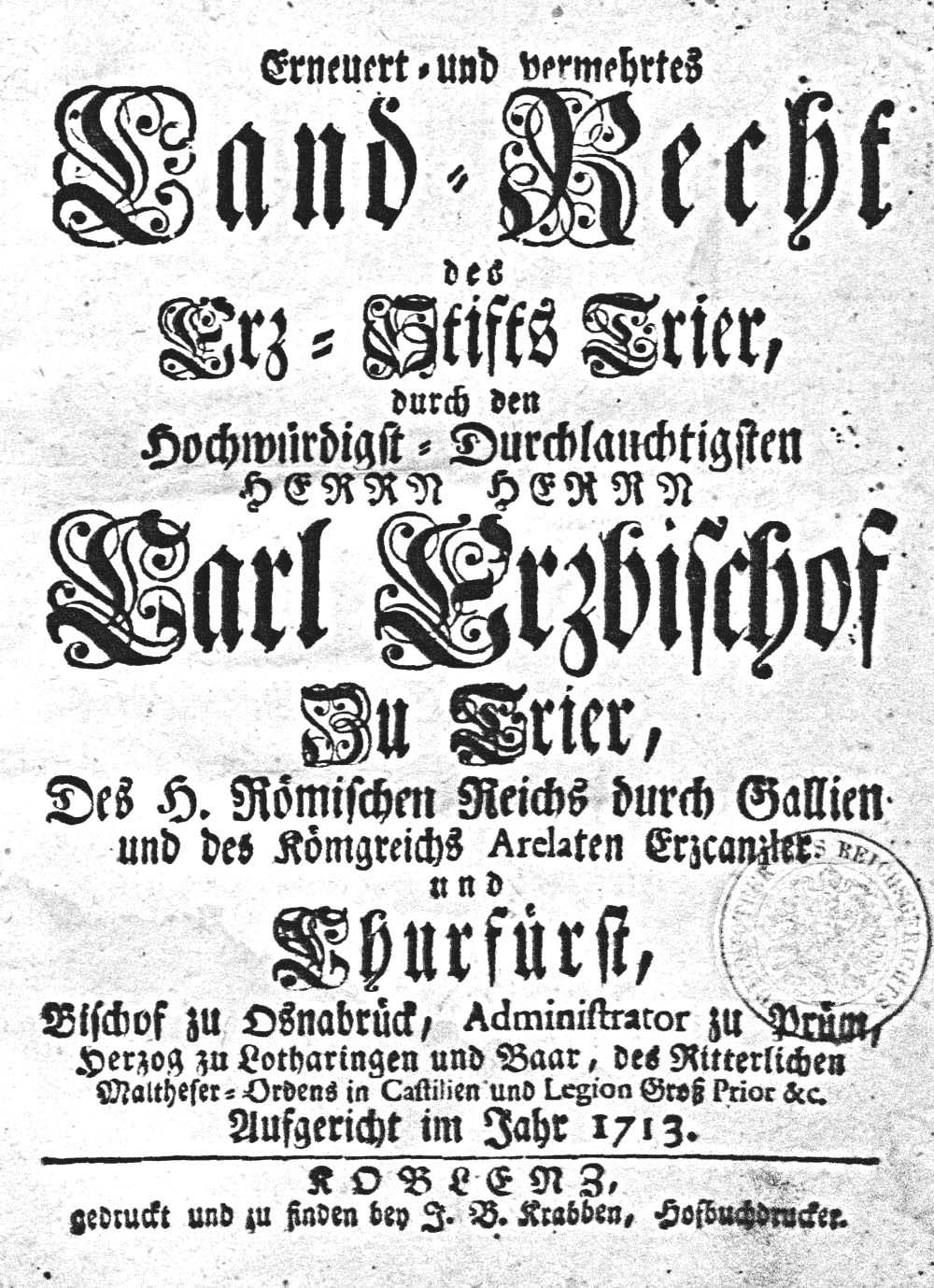
Buchtitel von 1713

Die Buchdruckerei Krabben in Koblenz am Mittelrhein war zugleich Verlagsbuchhandlung und Zeitungsverlag. Sie entstand Anfang des 18. Jahrhunderts aus der ehemaligen Ehrenbreitsteiner Hofbuchdruckerei Theodor Burggraf und existierte bis 1944.
Mitte des 18. Jahrhunderts führte die Witwe Christina Krabben das Unternehmen.

## Christina Krabben
Christina Krabben war vor etwa 250 Jahren – und damit auch für die gesamte Dynastie Krabben – eine solch außergewöhnliche Frau, dass sich bereits mehrere Autoren mit ihrem Leben und ihren beruflichen Tätigkeiten befassten. Trotzdem ist es offensichtlich bisher nicht gelungen, ihre Geburts- und Sterbedaten zu ermitteln.
Nur dank der Kirchenbücher der Koblenzer Altstadtpfarrei Liebfrauen ist die Heirat einer Christina Krabben (geb. Frett) mit Peter Krabben am 7. Februar 1736 einwandfrei dokumentiert. Demnach hatte sie in eine seit 1704 in Koblenz nachweisbare Buchdrucker- und Verlegerdynastie eingeheiratet.

## Geschichte
Joannes Franciscus Krabben, Nachfahre einer aus Glaubensgründen zur Regierungszeit König Karls IX. (1604–1611) aus Schweden geflüchteten Familie, die sich im Raum Köln angesiedelt hatte, kam Ende des 17. Jahrhunderts nach Ehrenbreitstein bei Koblenz. Dort heiratete er am 22. Februar 1705 die Tochter Maria Catherina des Inhabers der Ehrenbreitsteiner Hofbuchdruckerei Theodor Burggraf. Dieser war – aus der Eifel stammend – auch erst seit 1669 Bürger der Stadt Koblenz und ist seit 1700 auch als Buchhändler nachweisbar. Im Haus Nr. 226 am Ehrenbreitsteiner Markt wurden Texte, Nachrichtenblätter und amtliche Dokumente für die kurfürstliche Residenz in der Ehrenbreitsteiner Philippsburg gedruckt und gehandelt. Außerdem erschienen religiöse Schriften.
Nach dem Tode seines Schwiegervaters Theodor Burggraf übernahm Joannes (Johannes) Franciscus (Franz) Krabben nicht nur die Buchdruckerei im rechtsrheinischen Ehrenbreitstein, sondern auch den inzwischen auf der anderen Rheinseite in der Stadt Koblenz am Plan (nahe der städtischen Wache) gelegenen Hauptsitz der Firma.
Im Jahre 1716 wurde der neue Eigentümer Johannes (Johann) Franz Krabben sogar zum Typographus Serenissimi Electoris Trevirensis ernannt. 1730 wurde er kurfürstlicher Hofdrucker, starb allerdings schon im selben Jahr am 2. November.

## Nach 1730
Nachfolger wurde der 32-jährige Sohn Peter Krabben, der mit der oben erwähnten Christina Krabben (geb. Frett) verheiratet war. Die Kinder des Paares waren Catharina Walburga (verheiratete Laymann; ihre Geschwister blieben unverheiratet), Gertrude Margarethe, Anna Christina, Johann Peter und Johann Balthasar. Drei Jahre nach dem frühen Tod ihres Ehemannes Peter 1754 erhielt dann die Witwe Christina Krabben am 20. September 1757– für eine Frau der damaligen Zeit völlig ungewöhnlich! – das Druckmonopol für den Großraum Koblenz (Untererzstift). Die Verleihungsurkunde stammte vom Kurfürsten und Erzbischof Johann Philipp von Waldersdorff (1701–1768). Von da an führte die Witwe Krabben das Unternehmen mit etwa 20 bis 30 Beschäftigten selbstständig. Als Hofbuchdruckerei wurde es sogar mit Urkunde vom 10. August 1771 erneut bestätigt. Im selben Jahr übernahmen nunmehr die schon als Drucker ausgebildeten Kinder Johann Balthasar und Catharina Walburga Krabben den Betrieb. Gedruckt und vertrieben wurden weiterhin Bücher, Hofkalender, amtliche Verordnungsblätter, Zeitschriften und Zeitungen. 1779 wurden Druckerei und Verlag dann vom bisherigen Gebäude Am Plan (nahe der Hauptwache) in das gegenüber neugebaute Maas’sche Haus am Plan Nr. 13 verlegt.

## Weitere Entwicklung
Im Jahre 1787 ging die Firma an Johann Balthasar Krabben (jüngerer Bruder des verstorbenen Peter) über. 1794 kam es zur Besetzung des Rheinlands durch französische Truppen mit gravierenden Auswirkungen auf alle Lebensbereiche: Durch die neue Gewerbefreiheit ging auch das Druckmonopol für die Krabben’sche Familie verloren. Trotzdem blieb die Druckerei weiterhin in der Familie.
1811 erhielt dann Gertrude Margarethe Krabben vom französischen Generaldirektor für Druckereien und Büchereien in Paris ein Brevet de tolerance au nom de l’empereur. Bis in die erste Hälfte des 19. Jahrhunderts führte also die Familie Krabben, zum Beispiel die Geschwister Gertrude Margarethe und Anna Christina Krabben, das Verlagshaus. Somit war das Unternehmen Krabben mehr als 130 Jahre erfolgreich im Familienbesitz geblieben. Am 3. Juli 1829 wurde ein Enkel der Catharina Walburga Krabben (verheiratet mit dem kurfürstlichen Hofkämmerer Otto Laymann aus Koblenz), Caspar Doetsch (1805–1880), leitender Redakteur und Geschäftsführer: Seine Mutter Catharina Laymann hatte 1807 den Kärlicher Burghofmann und Schultheiß Johann Heinrich Doetsch (1777–1854) geheiratet.

## Firmenübernahme
Ein Jahr später übernahm Caspar Doetsch das gesamte Krabben’sche Unternehmen. Nach dem Tod von Caspar Doetsch führte 1880 sein Sohn Hermann (1847–1912) die Geschäfte fort. 1888 kaufte Doetsch, der auch Herausgeber der traditionsreichen nationalliberalen Coblenzer Zeitung war, ein Anzeigenblatt des Verlags Müller & Co. und entwickelte daraus den erfolgreichen und auflagenstarken Coblenzer General-Anzeiger. Diese Zeitung war das amtliche Anzeigenblatt für den Landkreis Koblenz und bot neben der regionalen Berichterstattung auch Informationen aus aller Welt. Das Blatt verfolgte das Konzept einer unparteiischen Zeitung. Am 31. Mai 1912 ging die Druckerei an die beiden Kinder Kaspar Doetsch und Louisa Aderholdt, geb. Doetsch, über. Sie gründeten die Firma Krabbensche Buchdruckerei, Geschwister Doetsch GmbH Coblenz. Durch den Erwerb von zwei weiteren Zeitungen wurde die Druckerei marktführend im Bereich Koblenz und überstand sowohl den Ersten Weltkrieg wie auch die Inflationszeit unbeschadet.
Erst 1923 unter der französischen Besatzungsmacht und der Separatistenregierung wurde die Verlagsarbeit erheblich eingeschränkt. Am 1. Februar 1923 erteilte die Besatzungsmacht der Druckerei ein dreitägiges Druckverbot für den General-Anzeiger, da sich die Redaktion geweigert hatte, Bekanntmachungen der Behörde zu veröffentlichen. Am 23. März wurde die Druckerei von den Franzosen beschlagnahmt und als Ersatzdruckort für die zum Teil von Schülern zerstörte Gutenberg-Druckerei verwendet. Jetzt wurden hier die Bekanntmachungen der Besatzungsbehörde und die Separatistenzeitungen gedruckt. Noch vor der Proklamation der unabhängigen Rheinischen Republik am 26. Oktober 1923 gelang es den Inhabern und Mitarbeitern, die Separatisten aus der Druckerei zu vertreiben und den General-Anzeiger neu aufzulegen. Allerdings hatte die Zeitung auch weiterhin unter den Repressalien der Besatzungsbehörde zu leiden. Nach dem Abzug der Besatzungstruppen am 30. November 1929 begannen nach der Machtübernahme der Nationalsozialisten neue Schwierigkeiten durch deren Gleichschaltungspolitik. 1944 wurde der General-Anzeiger dem Nationalblatt eingegliedert.
Zuletzt firmierte das Unternehmen bis Mitte des 20. Jahrhunderts unter Druck und Verlag der Krabbenschen Buchdruckerei GmbH in Coblenz / Koblenz, bis es dann im Zweiten Weltkrieg bei Bombenangriffen im Jahre 1944 mit seinem letzten Firmensitz in der Koblenzer Rheinstraße 17 vollständig und endgültig zerstört wurde.
Insgesamt behielt das Unternehmen (mit Druckerei und Verlag) den Namen „Krabben“ über 250 Jahre lang und gehört damit zu den großen Druckern, Buchhändlern und Verlegern der Stadt Koblenz.

## Druck- und Verlagserzeugnisse / Bücher und Schriften (Auswahl)

### 18. Jahrhundert

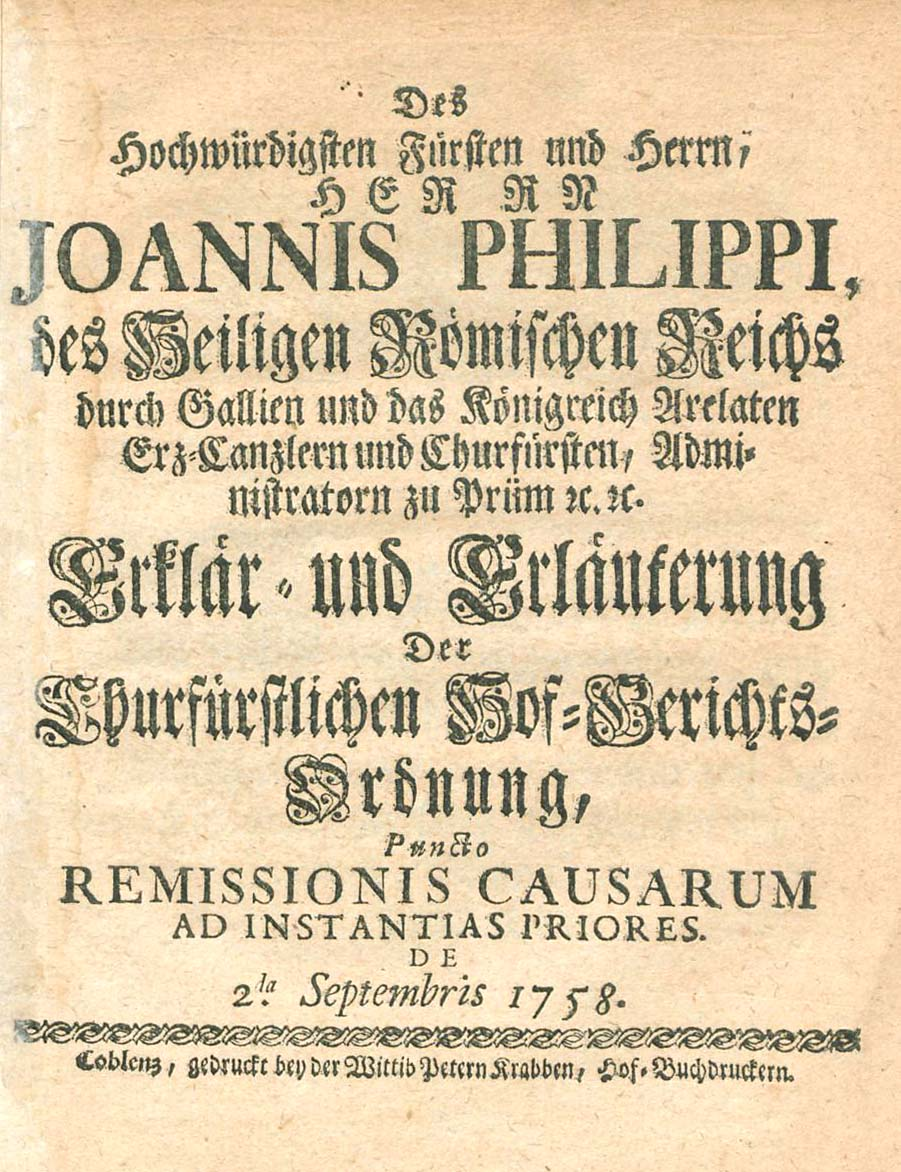
Buchtitel von 1758

- Dero gesambten fünff Meillen umb Grenßhausen wohnenden Blau-Steinerne-Kannen und Krüg-Bäcker löbliche verfaste Zunfft-Ordnung, Coblentz: Krabben 1706
- Krabben: Pax Perpetua Ex Virtutis Merito Inter Orbis Bella Cum Coelo Stabilata Conflventinae 1711
- Caspar Adam Betz: Fasciculus Myrrhae Dilectus Trevirorum, Conflventiae: Krabben [1711]
- Caspar Adam Betz: Florilegium Mortis, Conflventiae: Krabben 1715
- Churfürstlich-Trierische Scheffen-Gerichts-Verordnung, Coblentz: Krabben 1737
- Johann Philipp (Trier, Kurfürst): Des Hochwürdigsten Fürsten und Herrn, Herrn Joannis Philippi, des Heiligen Römischen Reichs durch Gallien und das Königreich Arelaten Erz-Canzlern und [….] De 2. da Septembris 1758, Coblenz: Krabben [1758]
- Des Hochwürdigsten Fürsten und Herrn, Herrn Joannis Philippi, des Heiligen Römischen Reichs durch Gallien und das Königreich Arelaten Erz-Canzlern und Churfürsten, Administratorn zu Prüm &c. &c. Erklär- und Erläuterung der Churfürstlichen Hof-Gerichts-Ordnung, Puncto Remissionis Causarum Ad Instantias Priores: De 2.da Septembris 1758, 8 S. Coblenz, gedruckt bey der Wittib Petern Krabben, Hof-Buchdruckern. Ehrenbreitstein den 2.ten Septembris 1758. Coblenz Krabben 1758
- Churfürstlich-Trierische Land-Ausschuss-Ordnung: samt darzu gehörigen Kriegs-Articulen / [Johann Philipp … Churfürst], Coblenz, Gedruckt bey der Wittib Petri Krabben, Churfl. Hof-Buchdruckerin. Anno 1765, Coblenz Krabben 1765
- Anhang zur Churfürstlich-Trierischen Praeliminar-Ordnung De Anno 1719: Puncto Jurisdictionis Deren Geistlichen Consistorien / [Johann Philipp Churfürst], 8.S. Coblenz, gedruckt bey der Wittib Petri Krabben, Churfürstl. Hof-Buchdruckern. Anno 1765. Ehrenbreitstein den 10. Decembris 1765. Coblenz Krabben 1765
- Coblentzer Wahlfahrt: worin alle Stationes von daraus nacher der Stadt Trier ordentlich bis zu S. Mathias angezeigt werden … / aufgerichtet von der Löblichen des H. Apostels Mathiae Bruderschafts-Vorsteheren, Brudermeisteren, und Beyständen, Coblenz: Krabben 1765
- Churfürstlich-Gnädigstes Lands-Edict Die Wiederherstellung Deren Leinpfäden im Hohen Erzstift Trier betrefend, 8 S. Coblentz, gedruckt bey der Wittib Petri Krabben Hof-Buchdrudkerin. Ehrenbreitstein den 21. Mertz 1765. Coblenz Krabben 1765
- Churfürstlich-Trierische Verordnung Die Gnädigste Abstellung des Accusations- und Einführung des Inquisitions-Processes betreffden.: vom 23. Februarii 1765 / [Johann Philipp Churfürst]BeteiligteJohann Philipp, 12 S. Coblentz, gedruckt bey der Wittib Kraben, Hof-Buchdruckerin. Coblenz Krabben 1765
- Churfürstlich-Trierische Verordnung Den Silber-Handel und desselben Verarbeitung betreffend.: Vom 11. April 1765 / [Johann Philipp Churfürst], 8 S. Coblentz, gedruckt bey der Wittib Krabben, Hof-Buchdruckerin. Coblenz Krabben 1765
- Anhang zur Churfürstlich-Trierischen Land-Ausschuß-Ordnung: Den 26. Martii 1767 / [Johann Philipp Churfürst], 12 S. Coblenz, gedruckt bey der Wittib Krabben, Hof-Buchdruckerin. Coblenz 1767, Coblenz Krabben 1767
- Die heilige Helena an der Schedelstäte: ein geistliches Sing-Gespräch, welches auf gnädigsten Befehl des Höchwürdigsten, Durchlauchtigsten Fürsten und Herrn, Herrn Clemens Wenceslaus … in der Churfürstlichen Hof-Capellen zu Ehrenbreitstein aufgeführet worden, 55 S. gedruckt bey Wittib Krabben in der Hofbuchdruckerey, Coblenz 1770, Krabben
- Weiß und Manier Wie die Bett-Stunden Sowohl in geschlossenen Kirchen zu Nachts, als in offenen Kirchen den Tag über Bey der ewigen Anbettung Des Unbefleckten Lamm Gottes Im Allerheiligsten Sacrament des Altars durch das ganze Hohe Erz-Stift auf das genaueste zu halten seynd / Aus Gnädigstem Befehl Des Hochwürdigsten Erz-Bischofen und Churfürsten Joannis Philippi, 48 S. Coblenz, gedruckt und zu finden bey J. F. Krabbischen Erben, Churfl. Hof-Buchdruckern 1772. Coblenz Krabben 1772
- Kurze Anweisung Wie die Bett-Stunden bey Immerwährender Anbettung des allerheiligsten Altars-Sacraments Durch das ganze Hohe Erz-Stift Trier zu halten seyen, 24 S. Coblenz, gedruckt und zu finden bey J F Krabbischen Erben, Churfl. Hof-Buchdruckern. 1774.
- Des Hohen Erz-Stifts und Churfürstenthums Trier Hof-, Staats- und Stands-Kalender, Coblenz: Krabben, 1760–1789 (Serie)
- Ausweisung der in der Stadt Koblenz befindlichen Häuser: mit Beisetzung ihrer Nummern, Namen der Eigenthümer, der Bewohner, deren Gewerbe, Seelenzahl…, Koblenz: Krabben, 54 S., Ill. [1794]

### 19. Jahrhundert

Buchtitel von 1889

- F. P. Adams: An meine Wähler-Bericht über mein Wirken als Mitglied der constituirenden deutschen Nationalversammlung in Frankfurt a. M., Coblenz: Krabben, 1848
- Julius Wegeler: Gallerie berühmter Coblenzer, (Aus: Coblenzer Zeitung, Sonderdruck), Coblenz: Krabben’sche Buchdruckerei 1865
- Alexander Dominicus: Geschichte des Collegium Societatis Jesu zu Coblenz, Coblenz: Krabben, 1872
- Johann Georg Rudolf Bender: Chronik der Hirsch-Apotheke in Coblenz verb. mit e. Geschichte des Hauses Bender vom Jahre 1677 an, [Koblenz] Krabben, 1877
- Julius Wegeler: Ein dritter Bogen Sedez / Weihnachts – Gabe für 1879, Coblenz: Krabben, 1879
- Ein Sommernachtstraum im Casino zu Koblenz / am 3. Juli 1889, Casino: Krabben, 1889 <Koblenz>
- Kaiserin Augusta in Coblenz 1850–1889, Coblenz: Krabben, 1890
- Robert Anton Henderichs: Beschreibung des neuen Schulgebäudes, Coblenz: Krabben, 1895

### 20. Jahrhundert

Buchtitel von 1906

- Carl Wuppermann: Worin weichen die Regeln des Bürgerlichen Gesetzbuchs über die Tragung der Gefahr beim Werkvertrag von denen des Römischen Rechts ab? (Univers. Rostock, jur. Diss. 1902, 73 S.), Coblenz: Krabben 1902
- Karl Schwarz (im Auftr. d. Familie Wegeler bearbeitet): Coblenz in seiner Mundart und seinen hervorragenden Persönlichkeiten, Verlag der Krabbenschen Buchdruckerei, Coblenz 1906
- Fritz Zimmer: Wat dä Andun säht! – humoristische Plaudereien in Coblenzer Mundart, Coblenz: Krabben 1910
- Behörden- u. Beamten Verzeichnis für den Regierungsbezirk Koblenz: enthaltend die Reichs – Staats- und Kommunalbehörden und Beamten aller Ressorts, die Geistlichen, Lehrpersonen, Ärzte, Tierärzte und Apotheker, sowie die Militärbehörden, die Offiziere und Militärbeamten des aktiven Dienststandes, der Reserve u. der Landwehr für das Jahr…., Coblenz: >Regierungsbezirk<. Krabben 1910–1913
- Coblenz und Ehrenbreitstein vor 100 Jahren, Coblenz: Krabben 1914 [Ausstellungskatalog]
- Hans Bellinghausen: Heimatkunde von Coblenz und seiner Umgebung, Coblenz: Krabben 1914
- Hans Felgenhauer von und zu Riesa: Bismarck, Coblenz: Krabben 1915, 67 S.
- Heinrich Alexander Otto: Der Lehrvertrag des Handwerklehrlings (Univers. Giessen, Diss. 1917), Coblenz: Krabben 1918
- W[ilhelm] J[oseph] Becker: Gesammelte Beiträge zur Literatur- und Theatergeschichte von Coblenz, Coblenz: Krabben [1920], 47 S.
- Hans Bellinghausen: Führer durch Coblenz und Umgebung 1. Geschichtlicher Ueberblick: Coblenz in Vergangenheit und Gegenwart 2. Rundgang durch Coblenz. Ausflüge in die nächste Umgebung von Coblenz, Coblenz 1921. Krabbensche Buchdruckerei G. m. b. H., Rheinstraße 17
- Einwohnerbuch der Stadt Coblenz und Umgebung: umfassend die Stadt Coblenz mit den Vororten Coblenz – Lützel, Coblenz – Moselweiß, Coblenz – Neuendorf, die Gemeinde Metternich, Bürgermeisterei Ehrenbreitstein und Vallendar, die Gemeinden Höhr und Grenzhausen, Coblenz: Krabben, 1921–1925
- Max Bär: Aus der Geschichte der Stadt Koblenz 1814–1914, Koblenz: Druck und Verlag Krabbensche Buchdruckerei GmbH 1922
- Druck und Verlag der Krabben’schen Buchdruckerei Coblenz, Nachdruck (Hrsg.: Hans Bellinghausen): Christian von Stramberg’s Rheinischer Antiquarius: Coblenz, die Stadt, 1. Band. Bearbeitet und herausgegeben von Hans Bellinghausen [Korrigierter und ergänzter Nachdruck der Ausgabe von 1851. Hier in leicht veränderter Neuauflage und mit umfangreichen Vorworten von Wegeler – Schwarz / 1906 und H. Bellinghausen / Mit einem Selbstbildnis und der Lebensbeschreibung des Christian von Stramberg], Coblenz 1926
- Josef Eisenach (Hrsg.): Kowelenzer Steckelcher, Koblenz: Krabben 1926
- Einwohnerbuch Koblenz und Umgebung, Koblenz / Rh. Krabben: 1927–1937 [Serie]
- Alt Koblenz / 1., Koblenz: Krabben 1929, 378 S., Ill.
- Albert Branchart: Österreich und die Anfänge des preußisch – deutschen Zollvereins (Marburg, Univ. Diss., 73 S.) [1931], Koblenz: Krabben 1930 [1931]
- Ludwig Duckwitz: Elektrolytische Raffination von Antimon-Kupfer (Freiberg, Bergakad., Diss, 83 S., 17 Tafeln, Ill., graph. Darst.) 1930 [1931], Koblenz: Krabben 1930 [1931]
- Wilhelm Schäfer: Der Schutz der jugendlichen Arbeiter in Preußen bis zur Gründung des Deutschen Reiches (Erlangen, Univers. Diss. 1931), Koblenz/Rh.: Krabben 1931
- Alt – Koblenz / 2:, Koblenz: Krabben 1932, 432 S., Ill.
- Fritz Michel: Der Ehrenbreitstein, Verlag und Druck: Krabbensche Buchdruckerei Koblenz, 116 S. [1933]
- Hans Bellinghausen: Ein Neuendorfer Einwohnerbuch aus dem Jahre 1852 / ein Beitrag zur Familienkunde und Lützelkoblenz, [Koblenz]: [Krabben] 1937
- Einwohnerbuch für Stadt- und Landkreis Koblenz und Höhr-Grenzhausen, Koblenz: Krabben, 1939–1939

## Zeitungen

### Zeitungen (soweit nachweisbar), die bei Hofbuchdruckerei Krabben in Ehrenbreitstein erschienen sind
(Der auf der rechten Rheinseite gegenüber der Stadt Koblenz gelegene Ort gehörte ab 1802 dem Fürsten von Nassau-Weilburg, ab 1804 zum Herzogtum Nassau)
- 1804–1806: Peter Ernst von Lassaulx (Verlag und Redaktion): Allgemeines Intelligenzblatt für die Fürstlich-Nassau-Weilburgische und Nassau-Sayn-Hachenburgische Lande (Sonntagsblatt), (Druck: Hofbuchdruckerei Ehrenbreitstein, Krabben, Haus Nr. 226 am Markt)
- 1806–1809: Peter Ernst von Lassaulx (Verlag und Redaktion, bis zum 17. Dezember 1808): Gnädigst privilegirtes Ehrenbreitsteiner Intelligenzblatt (Hofbuchdruckerei zu Ehrenbreitstein, Krabben)
- 1809–1817: Reg. Sekretär Reifferscheid: Ehrenbreitsteiner Anzeiger mit Hochfürstlich gnädigster Bewilligung(Verlag und Druck: Hofbuchdruckerei zu Ehrenbreitstein)

### Zeitungen (soweit nachweisbar), die bei Druckerei und Verlag Krabben / Koblenz erschienen sind
- 1721 –: Relation
- 1722 –: Extraordinaire Sambstätige Relation, (Druck: Johannes Franciscus Krabben, Koblenz)
- 1759–1776: Ordinarie Coblentzer Relation (Druck: Hofbuchdruckerei Wittib Krabben an der Hauptwache, zweimal wöchentlich)
- 1760–1776: Johann Peter Oster [Koblenzer Hochgerichtsschöffe] (Hrsg.): Wöchentliche Coblentzer Frag- und Anzeigungsnachrichten mit seiner Churfürstlichen Gnaden zu Trier, unseres gnädigsten Herrn, höchste Erlaubnis und Genehmhaltung, [Druck: Wittib Krabben an der Hauptwache]
- 1777–1785: Johann Claudius von Lassaulx bzw. ab 1779 Johann Peter Weckbecker (Verlag und Redaktion): Gnädigst privilegirtes Koblenzer Intelligenzblatt, (Hofdruckerei Krabben)
- 1785–1794: Allgemeines Churtrierisches Intelligenzblatt auf höchste Anordnung (Hofbuchdruckerei Krabben)
- 1794: Bulletins (Extrablätter vom 6.–13. 1794, Hofbuchdruckerei Krabben)
- 1796–1797: Koblenzer Intelligenzblatt (Druck und Verlag: Krabben)
- 1798: Koblenzer Zeitung (Druckerei Krabben, auf dem Plan)
- 1798–1811: Koblenzer Anzeiger (Druck und Verlag: Geschwister Krabben)
- 1812–1813: Feuille d’Affiches, Annonces et Avis divers de Coblenz -Koblenzer Nachrichts- und Anzeigeblatt (Verlag und Druck: Imprimerie des soeurs Krabben, Freitagszeitung)
- 1814–1815: Koblenzer Nachrichts- und Anzeige-Blatt (Verlag und Druck: Geschwister Krabben, Wochenzeitung)
- 1816–1849: Koblenzer Anzeiger (Fortsetzung des „Nachrichts- und Anzeige-Blattes“), erscheint als Wochenblatt, Titel ab 1845: „Coblenzer Anzeiger“ (Geschwister Krabben) Ab 1829 als Verleger: Caspar Doetsch verantwortlich, da von seinen Großtanten, den Geschwistern Krabben eingesetzt.
- 1850–1923: Coblenzer Zeitung – mit dem Coblenzer Anzeiger verbunden – (Nachfolgeblatt des „Coblenzer Anzeigers“. Verleger: Caspar Doetsch, seit 1880: Hermann Doetsch. Druck und Verlag: Krabbensche Buchdruckerei)
- 1888–1944: Coblenzer General-Anzeiger; später: Koblenzer General-Anzeiger – Untertitel: Koblenzer Zeitung – (Verlag und Druck: Buchdruckerei Hermann Doetsch). Seit 1912: Krabbensche Buchdruckerei, Geschwister Doetsch GmbH.

## Adressen des Unternehmens Krabben
Bei Durchsicht der verschiedenen Namen des Unternehmens „Krabben“ (Druckerei, Buchhandlung und Verlag) anhand der in dilibri einsehbaren Verlagserzeugnisse über etwa 250 Jahre, Adressenbüchern der Stadt Koblenz und Beständen der Universitätsbibliothek Köln, wurden folgende Anschriften (und Inhaber) gefunden:

### Für Ehrenbreitstein
- 1804–1806: Hofbuchdruckerei Ehrenbreitstein, Krabben, Haus Nr. 226, am Markt
- 1806–1809: Hofbuchdruckerei Ehrenbreitstein, Krabben
- 1809–1817: Verlag und Druck: Hofbuchdruckerei zu Ehrenbreitstein

### Für Koblenz
(wobei im Einzelnen für das 18. und die Anfänge des 19. Jahrhunderts nicht zu klären ist, wo was gedruckt wurde. Ab Mitte des 19. Jahrhunderts wohl nur noch am Hauptsitz in der Koblenzer Altstadt).
- 1705: Joannes Franciscus Krabben, Coblentz
- 1706: Joannes Franciscus Krabben, Coblentz (24. Februar 1706)
- 1711: Joannis Francisci Krabben, Typographi Aulici, Conflventiae
- 1713: Joannis Franciscus Krabben, Hofbuchdruckerei
- 1713: J. B. Krabben, Hofbuchdrucker, Koblenz
- 1715: Joannis Franciscus Krabben und Aulisci, Confluentia
- 1721 [1723]: Joannis Franciscus Krabben, Hoff-Buchdrucker, Coblentz
- 1732: Joannis Francisci Krabben, Typographii Aulici, Confluentiae
- 1756: Gedruckt bey Peter Krabben, Hofbuchdruckern, Coblenz
- 1758: Wittib Petern Krabben, Hof – Buchdruckern, Coblenz
- 1761: Wittib Krabben, Hofbuchdruckerin, Coblenz
- 1765: Wittib Petri Krabben, Churfürstl. Hof – Buchdruckerei, Coblenz
- 1767: Wittib Krabben, Hof=Buchdruckerin, Coblenz
- 1769: Hofbuchdruckerey bey Wittib Krabben, Coblenz
- 1770: Wittib Krabben in der Hofbuchdruckerey, Coblenz
- 1772: J. F. Krabben Churf. Hofbuchdruckern Erben, Coblenz
- 1774: J. F. Krabbischen Erben, Churf. Hof-Buchdrucker
- 1778: J. B. Krabben, Churfürstliche Hof – Buchdruckerei
- 1779: J. B. Krabben, Kurfürstlichen Hofbuchdruckern, Koblenz
- 1785: Koblenz: gedruckt bei J. B. Kabben [!], Churfürstl. Hofbuchdruckern
- 1786: J. B. Krabben, Kurfürstliche Hofbuchdruckern, Coblenz
- 1792: Kurfürstl. Hofbuchdruckern, Koblenz
- [1794]: Koblenz, gedruckt und zu finden bei R. Krabben
- 1848: Krabbensche Buchdruckerei, Coblenz
- 1855: Krabbensche Buchdruckerei, Rheinstrasse 11
- 1865: Wittib Krabben’sche Churf. Hof-Buchdruckerin
- 1871: Krabbensche Buchdruckerei, Coblenz
- 1877: Krabben’sche Buchdruckerei
- 1889: Krabben’sche Buchdruckerei, Rheinstrasse 11, Coblenz
- 1895: Krabbensche Buchdruckerei, Rheinstrasse 11/I, Coblenz
- 1895: Krabbensche Buchdruckerei
- 1902/1903: Krabben’sche Buchdruckerei, Koblenz, Inhaber: Hermann Doetsch, Rheinstraße 1
- 1906: Verlag der Krabbenschen Buchdruckerei, Coblenz
- 1910: Druck und Verlag der Krabbenschen Buchdruckerei, Coblenz
- 1914: Krabbensche Buchdruckerei GmbH, Coblenz
- 1921: Krabbensche Buchdruckerei, Rheinstrasse 17, Coblenz
- 1926: Druck und Verlag der Krabbenschen Buchdruckerei G.m.b.H, Coblenz, Rheinstraße 17
- 1937: Krabbensche Buchdruckerei, Koblenz, Rheinstraße 17

### Buchdruckerei Krabben
- Wilhelm Joseph Becker: Ueberblick über die Geschichte der älteren Koblenzer Druckereien, Verlage, Buchhandlungen, der gesamten Presse und des literarischen Lebens (seit 1700), Teil 1: Zeitschrift für Heimatkunde von Coblenz und Umgebung 1 (1920), Teil 2: Zeitschrift für Heimatkunde des Regierungsbezirkes Coblenz und der angrenzenden Gebiete von Hessen-Nassau (1921)
- Fritz Michel: Die Anfänge des Koblenzer Buch- und Zeitungsdruckes, in: Rheinische Heimatblätter 2 (1925)
- (Hans) Bellinghausen: Krabbensche Buchdruckerei G[esellschaft] m[it] b[eschränkter] Haftung. Coblenz, in: Deutschlands Städtebau: Coblenz. Anläßl. d. Rhein. Jahrtausendfeier im Auftrage des Oberbürgermeisters Dr. (C.) Russel’s bearb. von Dr. (Hans) Bellinghausen. Berlin 1925 (DARI – Verlag, Berlin – Halensee), 2. Auflage, S. 198–201 [Mit Text und großformatigen Abbildungen zum technischen Betrieb der Krabbenschen Buchdruckerei]
- Karl Zimmermann: Johann Caspar, der erste churfürstlich Trierische priviligierte Buchhändler, in: Koblenzer Heimatblatt 2, Koblenz 1925, Nr. 4–6
- Krabbensche Buchdruckerei (Hrsg.): Die Krabbensche Buchdruckerei. Koblenzer Zeitung und Koblenzer Generalanzeiger in d. Händen d. franz. Besatzung u. d. Vorläufigen Regierung d. Rheinischen Republik, [Koblenz: Krabbensche Buchdr. 1930], 48 S.
- Albert Sebastian Lux: Die Deutsche Gesellschaft für öffentliche Arbeiten <Oeffa>. Koblenz: Krabben 1935
- [Karl Pappenheim]: Zeitungswesen im alten Koblenz, in: Koblenzer General-Anzeiger, Jg. 52/217. Koblenz 1937, Nr. 230 v. 2./3. Okt.: Die Grüne Sonntagspost, S. 7
- Hans Bellinghausen (Hrsg.): 2000 Jahre Koblenz – Geschichte der Stadt an Rhein und Mosel, Boppard am Rhein 1971, hier S. 200–201
- Helmut Kampmann: Koblenzer Presse-Chronik – 80 Zeitungen aus drei Jahrhunderten -. Mittelrhein – Verlag Koblenz 1988, [zu Krabben]: S. 14, 20, 56, 149–155 und 249–254
- Ingrid Bátori, Dieter Kerber und Hans Josef Schmidt (Red.): Krabben, Johann Franz [und zur Krabbenschen Dynastie]: In: Geschichte der Stadt Koblenz / Von den Anfängen bis zum Ende der kurfürstlichen Zeit, Koblenz 1992, hier S. 454
- Gert Hagelweide: Koblenz am Rhein, in: Literatur zur deutschsprachigen Presse, Eine Bibliographie: Von den Anfängen bis 1970. Band 6: Deutschsprachige Länder, Teil I: Deutschland. Lokale Pressegeschichte, Druck-, Verlags- und Vertriebsorte (Dortmunder Beiträge zur Zeitungsforschung 35/6) K. G. Saur, München u. a. 1995, S. 255–161, hier S. 255–256
- Helmut Kampmann: Frauen in Koblenz machen Geschichte, in: Bonn: Bouvoir 1999
- Helmut Kampmann: Eine Frau erhielt Druckmonopol, In: 100 MAL KOBLENZ – Kurzgeschichten zur Geschichte der Stadt. Koblenz, o. J. [2000], hier S. 35–36
- Helmut Kampmann: Frauen machen Bücher und Zeitungen. Die Drucker- und Verlegerfamilie Krabben in Koblenz, in: Ulrich Theuerkauf (Hrsg.): Bürgerbibliothek seit 1827. Jubiläumsschrift zum 175-jährigen Bestehen der Stadtbibliothek Koblenz. (Veröffentlichungen der Stadtbibliothek Koblenz 46) Koblenz 2002, S. hier S. 105–112
- Wolfgang Schütz: Krabben, Christine [!] – Druckereibesitzerin / Zeitungsverlegerin, lebte im 18. Jahrh., in: Koblenzer Köpfe: Lebensbeschreibungen über Personen der Stadtgeschichte und Namensgeber für Straße und Plätze, Koblenz 2002, 445 S., Ill., hier S. 212–213
- Wolfgang Schütz: Krabben, Christina[!]: Druckereibesitzerin / Zeitungsverlegerin, lebte im 18. Jahrhundert, in: Koblenzer Köpfe: Personen der Stadtgeschichte. Namensgeber für Straßen und Plätze. Koblenz 2005, 2. überarbeitete und erweiterte Auflage, 623 S., Ill. hier S. 303–304
- Gert Hagelweide: Krabbe[!], in: Literatur zur deutschsprachigen Presse / Eine Bibliographie – Von den Anfängen bis 1970 / Band 20: Zeitungs- und Zeitschriftentitelregister, Register der Drucker und Verleger, Verzeichnis der Druckorte, Gesamtverzeichnis (Dortmunder Beiträge zur Zeitungsforschung 35) K. G. Saur, München 2007, hier S. 434

### Allgemein
- Wilhelm Heinsius: Allgemeines Bücher – Lexikon [ab 1700], Bände 1–19, Leipzig 1812–1894
- Wilhelm Heinsius: Allgemeines Bücher – Lexikon, Band 1: 1700–1810, Band 1–19 [bis 1894 erschienen]. Brockhaus, Leipzig 1812 ff. (Nachdruck: Akademische Druck- und Verlagsanstalt, Graz / Austria 1962–1963)
- Rudolf Schmidt: Deutsche Buchhändler – Deutsche Buchdrucker. Beiträge zu einer Firmengeschichte des deutschen Buchgewerbes. Berlin 1902 (Nachdruck der Ausgabe Berlin und Eberswalde 1802–1908: 6 Bände in einem Band: Hildesheim und New York 1979)
- Herbert Göpfert: Buch- und Verlagswesen im 18. und 19. Jahrhundert: Beiträge zur Geschichte der Kommunikation in Mittel- und Osteuropa, Berlin 1977
- Gert Hagelweide: Literatur zur deutschsprachigen Presse. Eine Bibliographie. Von den Anfängen bis 1970 (Dortmunder Beiträge zur Zeitungsforschung 35), 20 Bände. K. G. Saur, München 1987 ff.
- Reinhard Wittmann: Geschichte des deutschen Buchhandels: ein Überblick, München 1991
- Ralf Reinhold: Überblick über die historische Entwicklung des Buchgewerbes im Regierungsbezirk Koblenz, in: Meisterwerke. 2000 Jahre Handwerk am Mittelrhein, Band 9: Bücher: Katalog zur Ausstellung der Handwerkskammer Koblenz und des Landesmuseums Koblenz, Koblenz 1992
- Dieter Kerber: Eine Bibliothek von Bürgern für Bürger. Ein Beitrag zur Geschichte der Stadtbibliothek Koblenz, in: Walther Gose und Dieter Kerber (Bearb.): Buch und Bild. Kostbarkeiten der Stadtbibliothek aus sieben Jahrhunderten. Koblenz 1992, S. 1–41 [S. 2–8: Bibliotheken in Koblenz vor 1817]
- Reinhard Wittmann: Geschichte des deutschen Buchhandels. 2. durchges. und erw. Auflage, München 1999. 493 S.
- Historische Kommission des Deutschen Buchhandels (Hrsg.): Geschichte des deutschen Buchhandels im 19. und 20. Jahrhundert, Band 1: Das Kaiserreich 1871–1918, Frankfurt am Main 2003
- Severin Corsten (u. a.) (Hrsg.):  Lexikon des gesamten Buchwesens 2. völlig neubearb. Aufl., Bände 1–8, Stuttgart: Hiersemann 1987–2009
- Reinhard Wittmann: Geschichte des deutschen Buchhandels. Beck München 2010, Taschenbuch